# Les Graffitos
Les Graffitos (Stickin' Around) est une série télévisée d'animation pour enfants canadienne en 39 épisodes de 22 minutes produite par Nelvana et diffusée du 14 août 1996 au 13 avril 1998 sur YTV et sur Fox Kids aux États-Unis.
En France, la série était diffusée sur Télétoon, France 3, dans Ça tourne Bromby sur La Cinquième, Jetix et au Québec à partir du 8 septembre 1997 sur Télétoon.
Conçue et développée par Robin Steele et Brianne Leary, la série utilise une technique d’animation dite Boiler Paint.

## Description
La série se concentre sur deux enfants nommés Stacy Stickler et Bradley. On parle entre autres de leurs aventures avec leur famille et leurs amis, etc. Stacy et Bradley, meilleurs amis, ont des problèmes et doivent faire face à ceux-ci — par exemple l’école, les ennemis, les amis et les parents. Pour les résoudre, ils trouvent des moyens imaginatifs par exemple superhéros et une arène pour le combat. 

## Origine du projet
Les créateurs de la série, Robin Steele et Brianne Leary, ont sans succès proposé l'idée à des producteurs américains. Alors, ils se sont tournés vers l'entreprise canadienne Nelvana. Cette dernière a accepté de les aider. Nelvana aura en plus collaboré avec l'entreprise française Medialab de Gérard Mital pour les premières émissions. Dès janvier 1997, Medialab se retire.

## Phrases et gags récurrents
- Quand Bradley a un problème, il plaisante en disant qu'il devrait y avoir une solution sur Uranus (en Anglais, cela ce prononce comme "Your Anus"). À quoi Stacy l’interromps souvent par "Non! ne le dit pas!" ou par "Devient un peu adulte, Bradley!"
- Bill, un ami de Stacy et Bradley qui crie tout le temps, ponctue ses phrases par des "Sacrée Morue Salée".
- Polly, la petite sœur surdouée de Larry, promène souvent en laisse son chien Peperonni, alors qu'il est évident que la pauvre bête est déjà morte. Un running gag dans la série est d'essayer de le lui faire remarquer.
- Quand quelqu'un se retrouve face à Russel, il est fréquent de voir celui-ci demander "Kes' t'as?"
- Larry surnomme Bradley Cradley.
- Monsieur Doddler, un vieux voisin de Stacy, raconte souvent ce qui se passait "Quand j'étais plus jeune". Bien sûr, ce qu'il raconte n'a souvent aucun sens.

## Distribution

### Voix originales
- Ashley Taylor : Stacy Stickler
- Ashley Brown : Bradley
- Marianna Galati : Polly
- Andrew Craig : Lance
- Amos Crawley : Russell
- Lisa Yamanaka (en) : Ashley
- Daniel Goodfellow : Dil
- Catherine Disher : Stella Stickler
- Philip Williams : Stanley Stickler
- Benedict Campbell : Principal Coffin
- Ron Rubin (en) : Mr Lederhosen
- Nicholas Rice : Mr Doddler
- Melleny Brown : Ms Mobley
- Leah Renee Cudmore (en) : Melody
- Allegra Fulton : Mrs Salazar

### Voix françaises
- Karine Foviau : Stacey Stickler
- Christophe Lemoine : Bradley
- Patricia Legrand : Bill, Polly
- Olivier Korol : Larry (Lance en VO), M. Cercueil, William
- Philippe Dumat : M. Doodler
- Marie-Martine : Stella Stickler, Mlle Mobley, Melody, Russell, Mme Salazar
- Claude Rollet : Stanley Stickler

 Source et légende : version française (VF) sur RS Doublage

## Équipe de production
- Production : Nelvana, Medialab (premiers épisodes)
- Producteurs exécutifs : Patrick Loubert, Michael Hirsh, Clive Smith, Gérard Mital (premiers épisodes)
- Producteur : Stephen Hodgins
- Chefs de création : Robin Steele, Brianne Leary
- Réalisation : John Halfpenny (1996-1997), Doug Thomas (1997), John Van Bruggen (1998), Chad Hicks (1998)
- Direction du scénarimage et assistance à la réalisation : Chris Labonte (1996)
- Musique : John Tucker
- Direction de YTV à l'exécutif : Alan Gregg
- Montage en ligne : Ed Ham
- Post-production vidéo : Medallion PFA Film & Video
- Paroles de la chanson thème : John Tucker, Robin Steele, Brianne Leary
- Traduction et adaptation des dialogues (version française) : Monique Martial et Laurent Marquis
- Adaptation de la chanson thème (version française) : Laurent Marquis